# Erdal Rakip
Erdal Rakip (ur. 13 lutego 1996 w Malmö) – szwedzki piłkarz macedońskiego pochodzenia występujący na pozycji pomocnika w klubie Antalyaspor oraz w reprezentacji Macedonii Północnej. Wychowanek Malmö FF, w swojej karierze grał także w Benfice i Crystal Palace F.C. W 2013 wraz z kadrą do lat 17 sięgnął po młodzieżowe Mistrzostwo Świata.